# Sport Club Internacional (futsal)
O Futsal do SC Internacional é o departamento de futebol de salão do Sport Club Internacional, da cidade de Porto Alegre, no Rio Grande do Sul. Atualmente restrito à formação de atletas, é uma das equipes históricas da modalidade.

## História
O futsal profissional do Sport Club Internacional, quando ativo, foi um dos mais bem sucedidos da modalidade no país; principalmente a partir da década de 90, quando se juntou à Ulbra e obteve múltiplos títulos de expressão, tanto nacionais quanto internacionais. Atualmente, o colorado mantém ativas apenas as categorias de base para formação de atletas.
Seu início na modalidade foi limitado a campeonatos citadinos e estaduais, tendo os primeiros resultados de expressão a partir da década de 70. Venceu o Campeonato Gaúcho de Futsal em 1976, 1977, 1978, 1980, 1989 e 1990 antes de se destacar no cenário nacional. A partir de 1995, firma parceria com a Ulbra. Já em 1996, torna-se o primeiro campeão nacional da história do futebol de salão brasileiro ao conquistar a primeira edição da Liga Nacional de Futsal. A campanha foi marcada pelo massivo apoio da torcida colorada e por ídolos como Manoel Tobias, Ortiz e Serginho dentro de quadra. Sagrou-se campeão mundial após vencer o Barcelona da Catalunha pela Copa Intercontinental de Futsal, na mesma temporada. Em 1997, é vice-campeão mundial ao ser derrotado pelo MFK Dina Moskva, da Rússia.
Entre 1998 e 2000, com a parceria junto à Ulbra (que optou por montar uma equipe própria) desfeita, conquista mais cinco torneios: Gauchão de 1998 e 2000, citadino de 1999, Taça Brasil de 1999 e Campeonato Sul-Americano de 2000 (equivalente à atual Libertadores de Futsal). Entre 2002 e 2004, seus últimos anos em atividade, o Colorado conquistou mais um título estadual e três citadinos.
Em 2012, houve uma forte mobilização do do Internacional para voltar às quadras. Entretanto, após chegar a acertar contratação da comissão técnica e até mesmo de jogadores, a direção desistiu do projeto; segundo Luciano Davi, o vice-presidente de futebol à época, não houve o acerto com os parceiros comerciais que financiariam a formação da equipe.

## Títulos
| INTERCONTINENTAIS | INTERCONTINENTAIS               | INTERCONTINENTAIS | INTERCONTINENTAIS                                     |
|                   | Competição                      | Títulos           | Temporadas                                            |
| ----------------- | ------------------------------- | ----------------- | ----------------------------------------------------- |
|                   | Copa Intercontinental de Futsal | 1                 | 1996                                                  |
| CONTINENTAIS      |                                 |                   |                                                       |
|                   | Competição                      | Títulos           | Temporadas                                            |
|                   | Copa Libertadores de Futsal     | 1                 | 2000                                                  |
| NACIONAIS         |                                 |                   |                                                       |
|                   | Competição                      | Títulos           | Temporadas                                            |
|                   | Liga Nacional de Futsal         | 1                 | 1996                                                  |
|                   | Taça Brasil de Futsal           | 1                 | 1999                                                  |
| ESTADUAIS         |                                 |                   |                                                       |
|                   | Competição                      | Títulos           | Temporadas                                            |
| Rio Grande do Sul | Campeonato Gaúcho de Futsal     | 9                 | 1976, 1977, 1978, 1980, 1989, 1990, 1998, 2000 e 2002 |
| MUNICIPAIS        |                                 |                   |                                                       |
|                   | Competição                      | Títulos           | Temporadas                                            |
|                   | Campeonato Citadino de Futsal   | 6                 | 1995, 1996, 1999, 2002, 2003 e 2004                   |